# Linia kolejowa 87 Eger – Putnok
Linia kolejowa Eger – Putnok – linia kolejowa na Węgrzech. Jest to linia jednotorowa, w całości niezelektryfikowana. Łączy Eger z Putnok. 

## Historia
od 14 grudnia 2009 na odcinku Szilvásvárad - Putnok ruch pasażerski został wstrzymany.